# Nikolaj Borsjtsjevski
Nikolaj Konstantinovitsj Borsjtsjevski (Russisch: Николай Константинович Борщевский) (Tomsk, 12 januari 1965) is een Russisch ijshockeyer.
Borsjtsjevski won tijdens de Olympische Winterspelen 1992 de gouden medaille met het gezamenlijk team. Borsjtsjevski kwam uit voor meerdere NHL-clubs.